# دايفيد ودلي
دايفيد ودلي (بالإنجليزية: David Woodley)‏ هو لاعب كرة قدم أمريكية أمريكي، ولد في 25 أكتوبر 1958 في شريفبورت في الولايات المتحدة، وتوفي بنفس المكان في 4 مايو 2003 بسبب قصور كلوي.

## وصلات خارجية
- دايفيد ودلي على موقع مرجع كرة القدم المحترفة.كوم (الإنجليزية)
- دايفيد ودلي على موقع IMDb (الإنجليزية)